# Bella Vista (Tucumán)
Bella Vista es la ciudad cabecera del departamento Leales, en la provincia de Tucumán, Argentina. Ubicada en la zona llana de esa provincia, a unos 30 km del cordón montañoso del Aconquija y cercana al río Colorado, en una llanura fértil apta para numerosos cultivos, aunque predomina el de caña de azúcar. Está a 25 km al sudeste de San Miguel de Tucumán, por la Ruta Provincial 301 (todos los mapas actuales la sitúan sobre la ruta nacional 157, ex Ruta Provincial 301).

## Población
Cuenta con 14 791 habitantes (Indec, 2010), lo que representa un incremento del 14% frente a los 12 996 habitantes (Indec, 2001) del censo anterior.
| Gráfica de evolución demográfica de Bella Vista entre 1960 y 2010 |
|                                                                   |
| Fuentes: INDEC                                                    |

## Historia
Antiguamente el lugar fue conocido como "Los Tres Bajos". Como muchos otros pueblos, Bella Vista no tiene fecha de fundación. Se fue generando primero alrededor del cultivo de caña de azúcar, luego llegó el ferrocarril y por último el ingenio azucarero que durante muchos años le dio nombre a la localidad: Ingenio Bella Vista.
El fundador y propietario del ingenio fue Manuel García Fernández junto a su hermano mayor José García Fernández, cuya familia continuó con el establecimiento hasta 1965. Los hermanos García Fernández eran oriundos de Luarca (Asturias). En Luarca existe una plaza llamada de los "Pachorros" en honor a Don José y Don Manuel y de sus antepasados García Cepeda, quienes valerosamente lucharon contra las huestes de Napoleón Bonaparte. Don Manuel García Fernández (hijo) fue un empresario atípico sobre el cual algún día hay que escribir una biografía. Sabiendo que el azúcar no podía durar para siempre, intentó diversificar sus actividades. En algún momento se fabricó alcohol etílico y pasta de celulosa. Inclusive llegó a probar la cría de gusanos de seda, para lo cual sembró numerosos ejemplares de moreras.
Hasta no hace mucho, una avenida que rodeaba el ingenio Bella Vista se llamaba, justamente, Avenida de las Moreras (esa avenida aun existe, y está situada al lado este del hospital cabecera de Bella Vista. Originalmente en los comienzos, en los años de 1940 esta avenida contaba con 20 casas propiedad del Ingenio y los primeros habitantes de estas casas fueron las familias: Gramajo, Parra, Rodríguez, Prina, Ávila, Córdoba, Moya, Contreras, Yance, Sánchez entre otras) También funcionaron en Bella Vista, la Compañía Tucumana de Fósforos, la filial norte de Winco (Norwinco) y los Talleres Tubio.
Durante la década del 60 hubo un gran movimiento de jóvenes con deseos de nuclearse para trabajar por la cultura general, desde allí nace el germen de la creación del Centro Juvenil Cultural, que fue el creador del Teatro Vocacional De Bella Vista, que se presentó con los estrenos de algunos "Entremeces" de Cervantes. Luego fue la puesta inicial, con la presentación de "Los árboles mueren de pie" de Alejandro Casona. Esta fue la primera presentación de lo que podría llamarse una obra teatral completa. Este estreno fue en los salones del Club Social de Bella Vista, un edificio de alto contenido histórico que los bellavistenses no supieron conservar, y hoy solo quedan las ruinas. Este teatro aun existe y depende de la dirección de cultura de la Municipalidad.
Una figura emblemática y olvidada del ámbito cultural de Bella Vista fue don Roque Malerba, que desde una remota fecha incierta hasta su muerte, se instaló en el local de "la Gota de leche" donde moraba y era el encargado de la bomba del tanque de agua. Lo destacable de este humilde personaje es que durante toda su solitaria existencia por encargo de la Comuna de Bella Vista y después la Municipalidad, todas las mañanas a las 7.00 y las tardes a las 19.00 se encargaba de acompañar solemnemente con su cornetín el hizado y bajada de la bandera patria. También intentó con escaso resultado formar la banda de música local, pero a pesar de no lograr sostenerla por falta de recursos, muchos jóvenes con lo aprendido lograron ingresar a las bandas de la policía y el ejército, pudiendo ellos de esa manera eludir la mediocridad y la falta de oportunidades de la vida rural. Nunca se escuchó recordarlo a ningún suboficial - quizás hoy retirado con un generoso sueldo - aunque más no sea para agradecerle por las herramientas de futuro (el pentagrama) que puso a su alcance, ni un flor. Para Don Roque, el recuerdo a un hombre que con su aporte modesto dejó un ejemplo de humildad y servicio a la comunidad.
Es justo acotar que esta historia de don Malerba es verdadera, pero también es justo recordar que la comuna de Bella Vista, antes de que don Malerba aterrizara por estos lados, ya había formado la Banda de Música de la Localidad y cuyo encargado de formarla era el músico tucumano de San Miguel de Tucumán de apellido Guerra, que también enseñó del pentagrama a muchos chicos de esta localidad. Esta banda de música estaba presente en cada evento importante del pueblo. Aún se recuerdan los trajes azules y los grandes instrumentos musicales que emocionaban en aquellos años con sus marchas en las fiestas patrias de la década del 50. Luego de disuelta la banda de música, también se recuerda al joven muchacho de apellido Silva encargado de tocar la trompeta todos los días, para izar y arriar la Bandera de la Patria por puro gusto y de forma completamente ad honorem.
En 1935 nació en Bella Vista Atilio Santillán (es necesario hacer notar que Atilio Santillán y familia, también estaban entre las primeras 20 familias que fueron los habitantes de las 20 casas originales de la ya mencionada avenida de las moras) quien en la década del 60 fue secretario general de la Federación Obrera Tucumana de la Industria Azucarera (FOTIA), organización sindical que en sus mejores tiempos llegó a nuclear a 70.000 obreros azucareros y mantuvo un fuerte carácter combativo, no sólo durante las dictaduras militares, sino incluso durante el gobierno peronista de 1973-1976. Era notorio el discurso de Atilio Santillán de aquella época, dado que tenía alto contenido marxista, y eso entonces era muy mal visto. Atilio Santillán fue asesinado en Buenos Aires, el 22 de marzo de 1976, 48 horas antes del golpe militar que encabezó Videla. Se dice que los autores fueron integrantes de un comando del Ejército Revolucionario del Pueblo (ERP), aunque la facilidad y la impunidad con que se movieron resulta más característica de los grupos paramilitares y parapoliciales apañados por el terrorismo de Estado.
Mario Eduardo Muro nació en Simoca, pero su familia se trasladó a Bella Vista siendo él muy chico. Después de probar suerte en Buenos Aires, Muro regresó a Bella Vista donde trabajó en la Compañía Tucumana de Fósforos, ubicada en las afueras del pueblo. En 1975 fue secuestrado por un grupo de tareas durante diez días. Se lo acusaba de proveer elementos químicos a la guerrilla para la fabricación de explosivos.
Fue liberado y años más tarde, en 1979, denunció su caso ante la Comisión Interamericana por los Derechos Humanos y más tarde ante la CONADEP. Su testimonio fue muy valioso ya que a pesar de haber sido trasladado con los ojos vendados, su profundo conocimiento de la provincia le permitió reconocer el lugar de su secuestro y rehacer el camino que llevaba hacia allí, a pesar de que los militares habían intentado borrar los rastros cuando debieron batirse en retirada. Su foto está en el libro Nunca Más, donde se lo ve flanqueado por el profesor Aragón, con los ojos vendados y bajando una escalera que conducía a la mazmorra donde fue encerrado. Así como el citado Muro, hubo muchos otros hijos de este pueblo, que durante esa nefasta época de la República Argentina, fueron torturados y hasta asesinados, como los hijos de las familias Zapata, Baer etc, que no pudieron sobrevivir para contar esta triste historia. También hay varios otros que fueron secuestrados y liberados y hasta hoy permanecen en el anonimato.
También funcionaron en Bella Vista, además de la ya mencionada Compañía Tucumana de Fósforos, la filial norte de Winco (Norwinco) y los Talleres Tubio.
Actualmente Bella Vista tiene una población estimada de 15 000 habitantes, el ingenio sigue funcionando pero el ferrocarril fue levantado en los 90. Como curiosidad podemos mencionar que hasta la década de los 70 no tenía cuartel de bomberos: jamás se registró un incendio en su historia.
Luego de la crisis azucarera el ingenio fue estatizado a través de la desaparecida Comisión Nacional Azucarera (CONASA) que duró desde 1973 a 1976. En 1977 fue privatizado.

## Barrios
Barrio Matienzo
Barrio Jorge Flores 
Barrio Esperanza
Barrio 25 de Mayo
Barrio Sáenz Peña
Barrio San José
Barrio Alvear
Barrio Santa Rita
Barrio belgrano
Barrio Peñarol
Barrio 240 viviendas
barrio luis es peche

Barrio 250 viviendas
Barrio Tropezón
Barrio Villa María
Barrio San Luis
Barrio 80 viviendas Int. Carlos Corbalán
Barrio avenida Independencia
Barrio Los Pinos
Barrio El Mollar
Barrio El Sunchal
Barrio Eucalipto
Barrio Independiente
Barrio San Ramón

## Sismicidad
La sismicidad del área de Tucumán (centro norte de Argentina) es frecuente y de intensidad baja, y un silencio sísmico de terremotos medios a graves cada 30 años.
- Sismo de 1861: aunque dicha actividad geológica catastrófica, ocurre desde épocas prehistóricas, el terremoto del 20 de marzo de 1861 (164 años) con 12.000 muertes,[6] señaló un hito importante dentro de la historia de eventos sísmicos argentinos ya que fue el más fuerte registrado y documentado en el país. A partir del mismo la política de los sucesivos gobiernos del norte y de Cuyo han ido extremando cuidados y restringiendo los códigos de construcción.[5] Y con el terremoto de San Juan de 1944 del 15 de enero de 1944 (81 años) los gobiernos tomaron estado de la enorme gravedad crónica de sismos de la región.
- Sismo de 1931: de 6,3 de intensidad, el cual destruyó parte de sus edificaciones y abrió numerosas grietas en la zona[6][5]

## Personalidades
- Comandante Cnel. Martín Blanco Paliza (1815-1880), comandante del partido federal, a las órdenes de los gobernadores Alejandro Heredia y  Celedonio Gutiérrez.[7][8] Propulsor de la Instrucción Pública en la zona. Vecino de Las Talas, dona tierras en Cuatro Sauces para la construcción de la primera escuela, con ese fin, hacia 1876, conforma una comisión junto a Ángel Paliza y al Preceptor Manuel Ibáñez.[9] Martín Blanco era el abuelo de la primera maestra de Mancopa, Dalmira Blanco de Alvarado, y pariente de Lastenia Blanco, primera maestra de Lules. Martín Blanco fue protector de Bella Vista, Las Talas y el Mollar de los Llanos, en épocas de los asedios milicianos. Descendía de la familia Blanco Ferro de Galicia y de las más viejas familias españolas del lugar: Los Paliza, los Ladrón de Guevara y López Calderón de la Barca y los de Villavieja y González de Abreu (encomenderos).
- Néstor Antonio Fuentes, "el Bagual", bailarín folclórico.
- Miguel Benancio Sánchez, atleta y desaparecido político.
- Atilio Santillán, sindicalista.
- Roque Aníbal Villarreal "El Flaco", músico.
- Luis "Lucho" Díaz, poeta, quien se ganaba la vida como juez de paz y escribió una extensa obra en verso casi perdida, apenas conservada por los amigos. Poeta al viejo estilo, con temas de fuerte contenido social, Lucho escribió mucho pero publicó unos pocos sueltos en "La Gaceta". En la década de 1960, fue publicado por un ente cultural provincial un pequeño librito de bolsillo, (20 Poetas Cantan a Tucumán) con la colaboración de varios poetas tucumanos, entre los que se encontraba, el conocido "Changuito Cañero" de Luis "Lucho" Díaz. Asimismo, varios folkloristas le pusieron música a sus canciones y en esa década mencionada, fueron estrenadas estas creaciones.Es decir Lucho Díaz no está completamente olvidado
- Manuel Ramón Felipe García Fernández y Boucau, ingeniero, filántropo y fundador del Bella Vista moderno.
- Fernando Pedro Riera, tres veces elegido Gobernador de la Provincia de Tucumán
- Amado Juri, gobernador de Tucumán.
- Guillermina Bassi de Zurita, maestra, una de las primeras educadoras.
- Carlos Chaile, futbolista.
- Juan José Morales, futbolista.
- Horacio Santillán, futbolista.
- Marcelo Zerrizuela, futbolista.
- Zoilo Gómez, futbolista campeón del Campeonato de Campeones, con Atlético Tucumán.